# HDcctv
L’HDcctv (acronimo di High Definition Closed Circuit Television, televisione in alta definizione a circuito chiuso) è uno standard industriale per trasmettere un segnale video in alta definizione digitale o analogico attraverso un cavo coassiale. L'HDcctv usa il protocollo HD-SDI e può trasmettere video in 720p e 1080p su cavi di tipo RG-59.
È stato sviluppato come alternativa alle telecamere IP, in quanto può essere implementato facilmente sui sistemi di videosorveglianza a circuito chiuso analogici che usano gli standard NTSC o PAL consentendo di utilizzare la cablatura già esistente.